# Inna Modja
Inna Modja, född 19 maj 1984 i Bamako, är en malisk sångerska, fotomodell och skådespelare som flyttade till Frankrike när hon var 18 år. Hon släppte sitt debutalbum Everyday is a New World den 19 oktober 2009. Albumet nådde plats 56 på den franska albumlistan. Det andra albumet Love Revolution släpptes den 4 november 2011. Det nya albumet blev ännu mer framgångsrikt än det första och nådde plats 28 på albumlistan. Singeln "French Cancan" blev en hit och nådde fjärde plats på den franska singellistan. Även singeln "La fille du Lido" spenderade en vecka på listan.

## Biografi
Som 5-åring började hon sjunga i kör. Hon var bakgrundssångerska i det kända maliska bandet Rail Band innan hon flyttade till Paris där hon fick kontrakt med Up Music.
Hon har även bott med sin familj i Nigeria, Togo och USA. Hon har sex syskon.

## Diskografi

### Album
- 2009 – Everyday is a New World
- 2011 – Love Revolution
- 2015 – Motel Bamako